# Copaci
Copaci falu Romániában, Erdélyben, Hunyad megyében.

## Nevének eredete
Nevének magyar jelentése 'fák'.

## Fekvése
A Hátszegi-medencében, Hátszegtől négy kilométerre délnyugatra fekszik.

## Lakossága
2002-ben mindössze három ortodox vallású román lakosa volt. 1956-ban még 49-en lakták.

## Története
1928-ban alapították Alsónyiresfalváról a termékeny síkságra költöző családok. 1956-ban vált külön Felsőfarkadintól.